# Rio Chabatá
O Rio Chabatá é um curso de água de São Tomé e Príncipe, localizado na ilha do Príncipe. Este curso de água corre para Este até encontrar o mar junto à Baía de Santo Antônio e à Ponta Café.